# Ivar Lo-priset

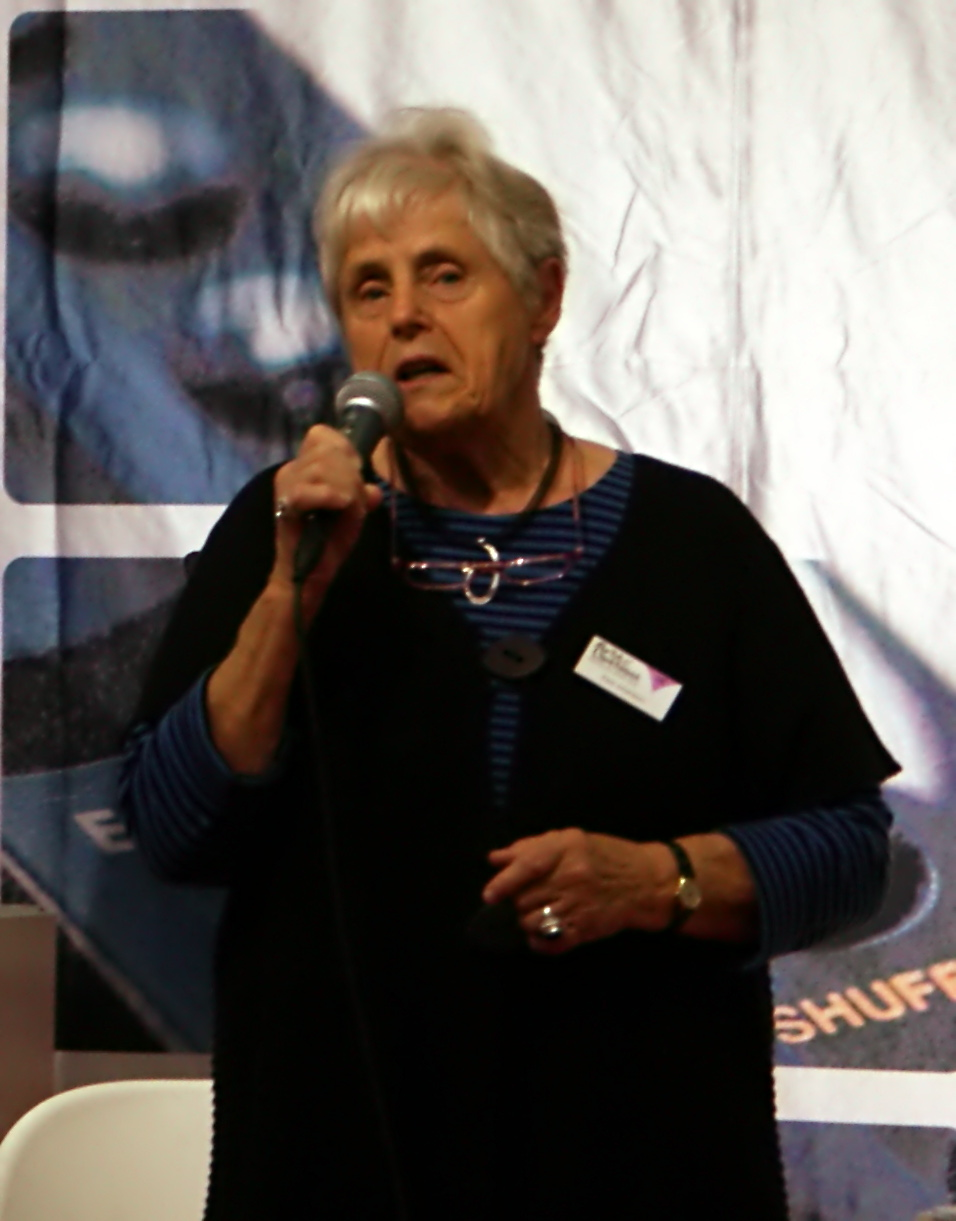
Elsie Johansson, pristagare 1997.

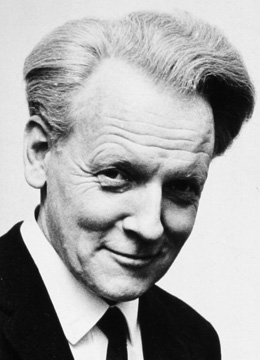
Per Anders Fogelström, pristagare 1998.

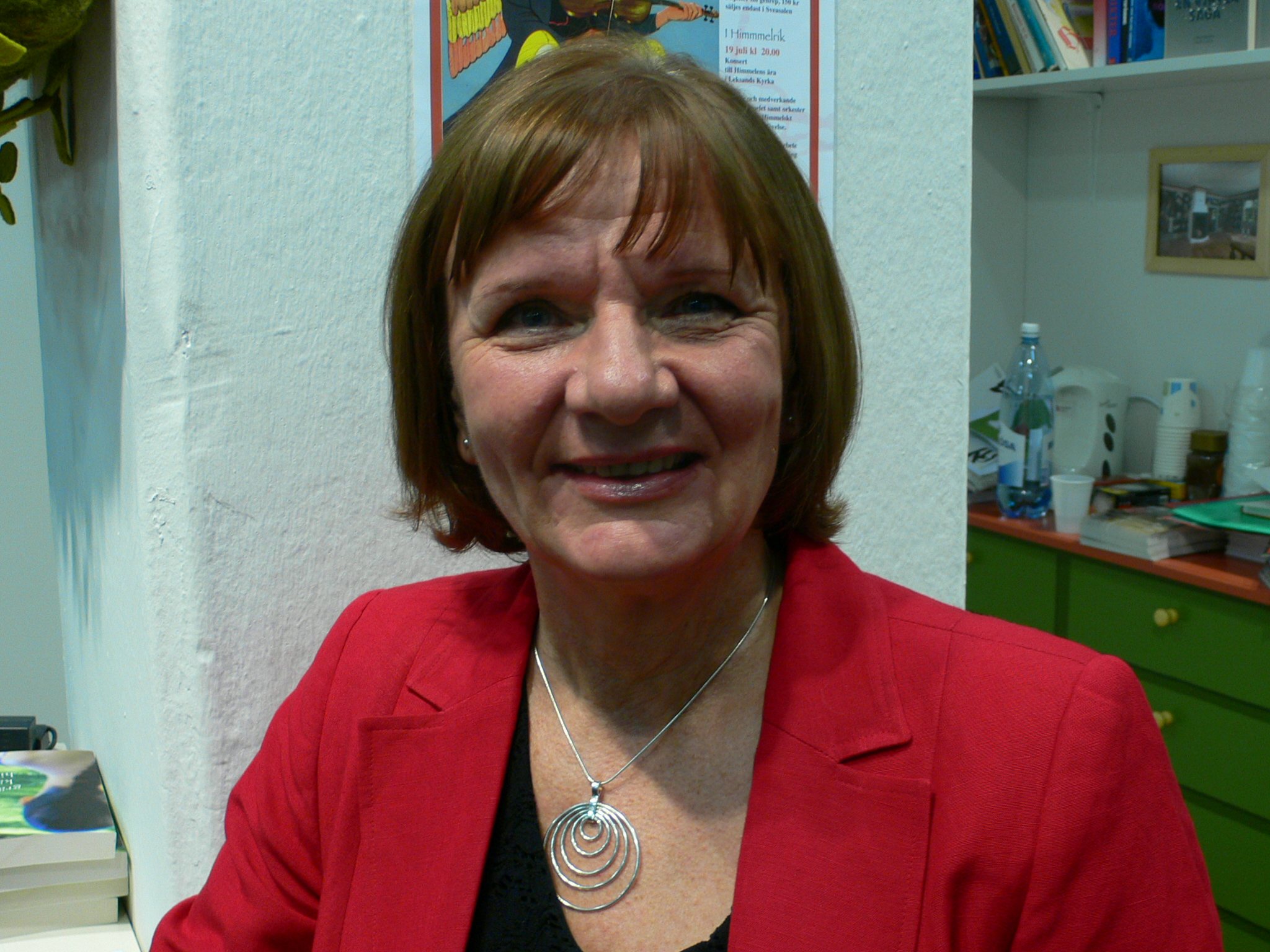
Aino Trosell, pristagare 2006.

Ivar Lo-priset är ett litterärt pris på 125 000 kronor (2012) som utdelas av den fackliga paraplyorganisationen Landsorganisationen i Sverige (LO). Det instiftades som en hyllning till Ivar Lo-Johansson på hans 85-årsdag, den 23 februari 1986. Fram till sin död 1990 ingick Ivar Lo-Johansson i stipendiefonden som årligen utser en betydande arbetarförfattare.

## Pristagare
- 1986 – Ivar Lo-Johansson
- 1987 – Maja Ekelöf
- 1988 – Ove Allansson
- 1989 – Kurt Salomonson
- 1990 – Författargruppen Fyrskift
- 1991 – Karl Rune Nordkvist
- 1992 – Sara Lidman
- 1993 – Bengt Pohjanen
- 1994 – Roy Jacobsen
- 1995 – Håkan Boström
- 1996 – Sölve Rydell
- 1997 – Elsie Johansson
- 1998 – Per Anders Fogelström
- 1999 – Peter Mosskin
- 2000 – Kerstin Ekman
- 2001 – Åke Smedberg
- 2002 – Lars Åke Augustsson
- 2003 – Per Gunnar Evander
- 2004 – Hans Lagerberg
- 2005 – Tony Samuelsson
- 2006 – Aino Trosell
- 2007 – Kjell Johansson
- 2008 – Göran Greider
- 2009 – Fredrik Ekelund
- 2010 – Anna Jörgensdotter
- 2011 – Sven Lindqvist
- 2012 – Maria Hamberg
- 2013 – Kjell Eriksson
- 2014 – Susanna Alakoski
- 2015 – Majgull Axelsson
- 2016 – Vibeke Olsson
- 2017 – Anneli Jordahl
- 2018 – Sven Olov Karlsson
- 2019 – Mats Berggren
- 2020 – Lena Kallenberg
- 2021 – Karin Smirnoff
- 2022 – Bernt-Olov Andersson
- 2023 – David Ericsson
- 2024 – Helene Rådberg[2]